# Salvador Zanotta
Salvador Zanotta (Salto, 25 de marzo de 1995) es un baloncestista uruguayo que juega en la posición de base para Tabaré de la Liga Uruguaya de Ascenso. Es también jugador de la selección de baloncesto de Uruguay.

## Trayectoria

### Clubes
| Club                  | País    | Año             |
| --------------------- | ------- | --------------- |
| Hebraica y Macabi     | Uruguay | 2010 - 2015     |
| Cordón                | Uruguay | 2015            |
| Hebraica y Macabi     | Uruguay | 2015 - 2016     |
| Nacional              | Uruguay | 2016            |
| Hebraica y Macabi     | Uruguay | 2016 - 2018     |
| Unión Atlética        | Uruguay | 2018            |
| Los Leones de Quilpué | Chile   | 2018            |
| Peñarol               | Uruguay | 2019            |
| Biguá                 | Uruguay | 2019 - 2020     |
| Tabaré                | Uruguay | 2020            |
| Capitol               | Uruguay | 2021            |
| Peñarol               | Uruguay | 2021 - 2024     |
| Tabaré                | Uruguay | 2024            |
| Peñarol               | Uruguay | 2024 - 2025     |
| Tabaré                | Uruguay | 2025 - Presente |

## Selección nacional
Zanotta participó del Campeonato Sudamericano de Baloncesto Sub-15 de 2010 y del Campeonato Sudamericano de Baloncesto Sub-17 de 2011 representando a Uruguay.
Con la selección mayor actuó en el Campeonato Sudamericano de Baloncesto de 2016 y en la FIBA AmeriCup de 2022 entre otros torneos.